# Dikasterij za ustanove posvećenog života i družbe apostolskog života
Dikasterij za ustanove posvećenog života i družbe apostolskog života (lat. Congregatio pro Institutis Vitae Consecratae et Societatibus Vitae Apostolicae) je dikasterij Rimske kurije koji se bavi pitanjima vjerskih zajednica, skupina sjedinjenih katoličkih vjernika, nadzirući njihovo djelovanje i osiguravajući njihov razvoj prema uredbama utemeljitelja. Vjerske zajednice dijele se na:
- bez redovničkoga zavjeta - zajednice apostolskog života;
- s polaganjem redovničkih zavjeta - instituti posvećenog života te
- udruge katoličkih laika - sekularne isntitute.

Papa Siksto V. osnovao je kongregaciju 1586. godine.  Godine 1908., papa Pio X. promijenio je ime u Kongregacija za posvećene. Prvi tajnik (1908.) bio je belgijski prelat Henri Janssens. Godine 1967. papa Pavao VI. promijenio je naziv u Kongregacija za posvećene i sekularne institute. Papa Ivan Pavao II. dao je kongregaciji ime Kongregacija za ustanove posvećenog života i družbe apostolskog života. Apostolskom konstitucijom pape Franje Praedicate Evangelium postala je jednim od dikasterija.